# Józefów (Otwock)
Pour les articles homonymes, voir Józefów.
Józefów (prononciation : [juˈzɛfuf]) est une ville du powiat d'Otwock et de la voïvodie de Mazovie, dans le nord-est de la Pologne.
La ville se situe environ 15 kilomètres au sud-est de Varsovie, capitale de la Pologne.

## Histoire
D'abord établie comme village, Józefów obtient le statut de ville en 1962.
De 1975 à 1998, elle fait partie de la voïvodie de Varsovie.

## Démographie
Données du 31 décembre 2011  :
| Description        | Total  | Total | Femmes | Femmes | Hommes | Hommes |
| ------------------ | ------ | ----- | ------ | ------ | ------ | ------ |
| Unité              | Nombre | %     | Nombre | %      | Nombre | %      |
| Population         | 19 685 | 100   | 10 419 | 52,92  | 9 266  | 47,07  |
| Densité (hab./km²) | 822,9  | 822,9 | 435,5  | 435,5  | 387,4  | 387,4  |